# شیه جونمین
شیه جونمین (انگلیسی: Xie Junmin؛ زادهٔ ۱۷ مهٔ ۱۹۸۳) بازیکن واترپلو اهل چین بود. وی در بازی‌های المپیک تابستانی ۲۰۰۸ شرکت کرده‌است.